# Angelino Dulcert
Angelino Dulcert ou Angelino Dalorto est un cartographe de l'école majorquine de cartographie, implantée à Palma de Majorque, dans l'île de Majorque.
Il est l'auteur d'un des plus anciens portulans conservé daté de 1339 – le plus ancien étant la Carta Pisana (fabriquée autour des années 1290). Il y mentionne le roi du Mali, les îles Canaries découvertes en 1312, la chaîne montagneuse de l'Atlas, une île Antilia ainsi qu'une autre île nommée Brasil.